# Heartbeat (пісня Can-linn)
«Heartbeat» (укр. Серцебиття) — пісня у виконанні музикантки Can-linn та ірландської співачки Кейсі Сміт, з якою вони представляли Ірландію на конкурсі пісні «Євробачення 2014».

## Відбір
Пісня обрана 28 лютого 2014 шляхом національного відбору, який дозволив Can-linn і Кейсі представити свою країну на міжнародному конкурсі пісні «Євробачення 2014» у Копенгагені, Данія.

## Позиції в чартах
| Чарт (2014)     | Найвища позиція |
| --------------- | --------------- |
| Ірландія (IRMA) | 41              |